# Agabus subfuscatus
Agabus subfuscatus är en skalbaggsart som beskrevs av Sharp 1882. Agabus subfuscatus ingår i släktet Agabus och familjen dykare. Inga underarter finns listade i Catalogue of Life.